# Friðrik Þór Friðriksson
Friðrik Þór Friðriksson (ou Fridrik Thor Fridriksson) est un réalisateur, scénariste, acteur et producteur de cinéma islandais né le 12 mai 1953 à Reykjavik.

## Biographie
Friðrik Þór Friðriksson se fait remarquer au début des années 1980 avec quelques films expérimentaux et des documentaires brossant le portrait de personnages charismatiques (un vieil artisan isolé au fin fond de la côte est islandaise dans The Blacksmith) ou dévoilant la scène musicale effervescente de la capitale (Rock in Reykjavik).
Il fonde en 1987 l'Icelandic Film Corporation qui est très vite devenu la plus importante structure cinématographique en Islande, produisant ou coproduisant la majorité des films nationaux. La réputation grandissante de la société lui a permis d'édifier un imposant réseau de partenaires, comportant entre autres Zentropa de Lars von Trier ou American Zoetrope de Francis Ford Coppola. Cette reconnaissance l'a amené à coproduire des films comme Dancer in the Dark ou No Such Thing de Hal Hartley.
En tant que réalisateur, il rencontre l'approbation critique internationale grâce à son deuxième long-métrage Les Enfants de la nature (1991), nommé à l'Oscar du meilleur film en langue étrangère et contant l'échappée belle de deux retraités sur les routes islandaises.
Il joue également dans Plan B de Jóhann Sigmarsson en 2000 et dans Le Direktør de Lars von Trier en 2006.
Friðrik Þór Friðriksson a été influencé par le cinéma commercial américain distribué en Islande durant son enfance mais c'est la découverte d'Akira Kurosawa qui a tenu une importance cruciale dans son évolution artistique. Ses films cultivent deux paradoxes : tout à la fois ironiques et tendres, ils sont également profondément personnels malgré un fort enracinement dans la culture islandaise. Ses personnages sont ainsi au croisement de la modernité et de la tradition, une caractérisation qui semble trouver écho au sein du public islandais puisque Les Anges de l'univers, sorti en 2000, a été vu en salles par plus de la moitié de la population du pays.
Après dix ans de retrait, il sort un nouveau film, Mamma Gógó, en 2010.

## Filmographie

### Comme réalisateur
- 1975 : Nomina Sunt Odiosa (Court-métrage)
- 1980 : Brennu-njálssaga (Court-métrage)
- 1982 : Rock in Reykjavik (Rokk í Reykjavík) (Documentaire)
- 1983 : The Blacksmith (Eldsmiðurinn) (Documentaire court)
- 1984 : Icelandic Cowboys (Kúrekar norðursins) (Documentaire)
- 1985 : Hringurinn (Documentaire)
- 1987 : White Wales (Skytturnar)
- 1989 : Flugþrá (Téléfilm de 40 minutes)
- 1990 : Englakroppar (Téléfilm de 36 minutes)
- 1991 : Les Enfants de la nature (Börn náttúrunnar)
- 1994 : Movie Days (Bíódagar)
- 1995 : Cold Fever (Á köldum klaka)
- 1996 : L'île du Diable (Djöflaeyjan)
- 2000 : Les Anges de l'univers (Englar alheimsins)
- 2002 : Le faucon islandais (Fálkar)
- 2002 : On Top Down Under (Court-métrage)
- 2004 : Niceland (Population. 1.000.002)
- 2009 : A Mother's Courage (Sólskinsdrengurinn) (Documentaire)
- 2010 : Mamma Gógó
- 2011 : Tími nornarinnar (Mini-série)
- 2011 : 60 Seconds of Solitude in Year Zero (un segment d'une minute du film collectif)
- 2015 : Sjóndeildarhringur (Documentaire)

### Comme scénariste
- 1983 : The Blacksmith (Eldsmiðurinn) (Documentaire court)
- 1985 : Hringurinn (Documentaire)
- 1987 : White Wales (Skytturnar)
- 1989 : Flugþrá (Téléfilm de 40 minutes)
- 1991 : Les Enfants de la nature (Börn náttúrunnar)
- 1994 : Movie Days (Bíódagar)
- 1995 : Cold Fever (Á köldum klaka)
- 2002 : Le faucon islandais (Fálkar)
- 2002 : On Top Down Under (Court-métrage)
- 2010 : Mamma Gógó

### Comme producteur
- 1984 : Icelandic Cowboys (Kúrekar norðursins), documentaire de lui-même

- 1987 : White Wales (Skytturnar) de lui-même
- 1991 : Les Enfants de la nature (Börn náttúrunnar) de lui-même
- 1994 : Movie Days (Bíódagar) de lui-même
- 1995 : Einkalíf de Þráinn Bertelsson
- 1996 : L'île du Diable (Djöflaeyjan) de lui-même
- 1997 : Vedenalainen Islanti de Marko Röhr
- 1997 : Blossi/810551 de Júlíus Kemp
- 1997 : Count Me Out (Stikkfrí) de Ari Kristinsson
- 1998 : Vildspor de Simon Staho
- 1998 : Sweety Barrett (The Tale of Sweety Barrett), téléfilm de Stephen Bradley
- 1999 : Myrkrahöfðinginn de Hrafn Gunnlaugsson
- 2000 : Les Anges de l'univers (Englar alheimsins) de lui-même
- 2000 : Fiasco (Fíaskó) de Ragnar Bragason
- 2000 : ERRÓ - North - South - East - West, documentaire de Ari Alexander Ergis Magnússon
- 2000 : Dancer in the Dark de Lars von Trier
- 2000 : Óskabörn þjóðarinnar de Jóhann Sigmarsson
- 2000 : Ikingut (Ikíngut) de Gísli Snær Erlingsson
- 2001 : Virgil Bliss de Joe Maggio (en)
- 2001 : No Such Thing de Hal Hartley
- 2001 : Régina! (Regína) de María Sigurðardóttir
- 2002 : Le faucon islandais (Fálkar) de lui-même
- 2002 : Omfavn mig måne de Elisabeth Rygaard
- 2004 : Lumière froide (Kaldaljós) de Hilmar Oddsson
- 2004 : One Point O de Jeff Renfroe et Marteinn Thorsson
- 2004 : The Wager de Sigur-Björn
- 2004 : The Last Farm (Síðasti bærinn), court-métrage télévisé de Rúnar Rúnarsson
- 2005 : Guy X de Saul Metzstein
- 2005 : Beowulf : La Légende Viking (Beowulf & Grendel) de Sturla Gunnarsson
- 2008 : Illegal Traffic (Reykjavík - Rotterdam) de Óskar Jónasson
- 2010 : Mamma Gógó de lui-même
- 2011 : Lítill geimfari, court-métrage de Ari Alexander Ergis Magnússon
- 2013 : Des chevaux et des hommes (Hross í oss) de Benedikt Erlingsson
- 2013 : Hemma de Maximilian Hult
- 2015 : Sjóndeildarhringur, documentaire de lui-même
- 2018 : Mihkel de Ari Alexander Ergis Magnússon
- 2019 : Pity the Lovers (Vesalings Elskendur) de Maximilian Hult

### Comme acteur
- 1991 : Les Enfants de la nature (Börn náttúrunnar) de lui-même : Le chauffeur de taxi
- 2000 : Plan B (Óskabörn þjóðarinnar) de Jóhann Sigmarsson
- 2006 : Le Direktør de Lars von Trier : Finnur
- 2011 : Heimsendir, mini-série de Ragnar Bragason : Un chauffeur (épisode 7)

## Distinctions
- 2011 : Prix des nuits noires